# Вулька-Ленкавська
Вулька-Ленкавська (пол. Wólka Łękawska) — село в Польщі, у гміні Белхатув Белхатовського повіту Лодзинського воєводства.
Населення — 257 осіб (2011).
У 1975-1998 роках село належало до Пйотрковського воєводства.

## Демографія
Демографічна структура станом на 31 березня 2011 року:
|          | Загалом | Допрацездатний вік | Працездатний вік | Постпрацездатний вік |
| -------- | ------- | ------------------ | ---------------- | -------------------- |
| Чоловіки | 127     | 32                 | 79               | 16                   |
| Жінки    | 130     | 22                 | 79               | 29                   |
| Разом    | 257     | 54                 | 158              | 45                   |